# 今西典子
今西 典子（いまにし のりこ、1951年 - ）は、日本の言語学者・英語学者。東京大学名誉教授。専門は、生成文法・ミニマリスト・プログラムなど。日本学術会議会員。

## 来歴
富山県生まれ。富山高校卒業。1974年お茶の水女子大学英文科卒業、1976年東京大学大学院人文科学研究科英語英米文学専攻修士課程修了、1977年同博士課程単位取得退学、富山大学文理学部（改組後人文学部）専任講師、1981年助教授、1982年お茶の水女子大学専任講師、1985年助教授、1995年東京大学人文社会系研究科助教授（英文科・英語学）、1996年教授。2017年定年退任、名誉教授。

## 共著編著
- 『新英文法選書 第11巻 照応と削除』 浅野一郎共著 大修館書店 1990
- 『文法 2』 原口庄輔共編 研究社 2001（英語学文献解題 第5巻）
- 『意味論』 山中桂一、原口庄輔共編 研究社 2005